# Hormizd I.
Hormizd I. (středopersky Óhrmazd) byl perský velkokrál z rodu Sásánovců, vládnoucí v letech 271/272–273, podle Firdausího 1 rok a dva měsíce. Jeho otcem byl král Šápúr I., matkou podle pozdní tradice dcera lokálního perského krále Mihraka, zabitého Ardašírem I., otcem Šápúra I. a Hormizdovým dědem.
O Hormizdovi se sice dochovalo poměrně dost literárních svědectví (středopersky psaná Kniha činů Ardašíra, syna Pápakova, historky v Tabarího Dějinách Peršanů a Arabů), ale konkrétně je o tomto vládci jen velmi málo známo. Ví se, že byl od roku 252 králem v Arménii, odkud sásánovská vojska vyhnala příslušníky tamní linie Arsakovců, a že v této době užíval jména Hormizd Ardašír (viz nápis Šápúra I. na Ka‘ba-je Zardošt v Nakš-e Rustamu). Po otcově smrti panoval jako král rok v perské říši, příliš krátce na to, aby po sobě zanechal významnější stopu. Hormizdovým nástupcem na perském trůně se stal jeho starší bratr Bahrám I. (273–276), v Arménii ho patrně již dříve vystřídal mladší bratr Narsé.
Z numismatického hlediska jsou zajímavé Hormizdovy mince, jež vůbec poprvé obsahují titul král králů Íránu a Neíránu, do té doby doložený pouze nápisově.